# اقتصاد استونی
استونی یکی از اعضای اتحادیه اروپا، منطقه یورو و صندوق بین‌المللی پول می‌باشد که جز کشورهای توسعه‌یافته محسوب می‌شود.
واحد پول این کشور یورو و تولید ناخالص داخلی آن در سال ۲۰۱۲ میلادی ۲۸٫۴۴ میلیارد دلار بوده‌است که نسبت به سال قبل ۳٫۲٪ افزایش داشته‌است.
نرخ بیکاری در استونی ۸٫۳٪ در سال ۲۰۱۳ بوده‌است، میزان صادرات استونی ۱۷٫۳۸ میلیارد دلار و واردات آن ۱۷٫۸۷ میلیارد دلار در سال ۲۰۱۲ برآورد شده‌است.

## تجارت

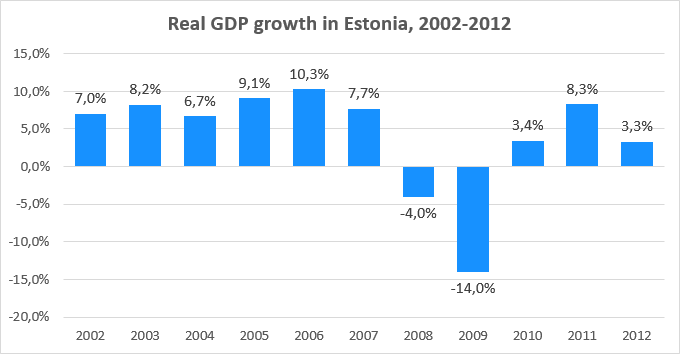
رشد تولید ناخالص داخلی واقعی در استونی، ۲۰۰۲–۲۰۱۲

| کشور    | صادرات | واردات |
| ------- | ------ | ------ |
| فنلاند  | ۱۵٫۳٪  | ۱۵٫۱٪  |
| سوئد    | ۱۶٫۸٪  | ۱۰٫۷٪  |
| لتونی   | ۹٫۲٪   | ۱۰٪    |
| روسیه   | ۱۲٫۷٪  | ۴٫۱٪   |
| آلمان   | ۴٫۸٪   | ۱۰٫۷٪  |
| لیتوانی | ۵٫۷٪   | ۹٪     |